# Mudanjiang
Mudanjiang (chiń. 牡丹江; pinyin Mǔdānjiāng) – miasto o statusie prefektury miejskiej w północno-wschodnich Chinach, w prowincji Heilongjiang, nad rzeką Mudan Jiang (dorzecze Sungari). W 2010 roku liczba mieszkańców miasta wynosiła 700 538. Prefektura miejska w 1999 roku liczyła 2 675 492 mieszkańców. Ośrodek przemysłu drzewno-papierniczego, petrochemicznego, chemicznego i maszynowego.
W mieście znajduje się stacja kolejowa Mudanjiang.

## Podział administracyjny
Prefektura miejska Mudanjiang podzielona jest na:
- 4 dzielnice: Aimin, Dong’an, Yangming, Xi’an,
- 5 miast: Dongning, Muling, Suifenhe, Hailin, Ning’an,
- powiat: Linkou.

## Współpraca
- Ussuryjsk, Rosja
- Mosman, Australia
- Paju, Korea Południowa
- Ōtsu, Japonia
- Jyväskylä, Finlandia
- Poczdam, Niemcy